# Tom Boerwinkle
Thomas F. Boerwinkle (Cleveland, 23 de agosto de 1945 — 26 de março de 2013), mais conhecido como Tom Boerwinkle, foi um ex-jogador de basquetebol norte-americano; pivô que jogou a NBA na sua carreira toda pelo Chicago Bulls.